# Корпоративні права
Корпорати́вні права́ — це права, які випливають із (1) права власності на акцію акціонерного товариства або (2) права на частку у статутному капіталі товариства з обмеженою відповідальністю або іншої юридичної особи, статутний капітал якої поділений на частки, або (3) права на вклад до статутного капіталу юридичної особи у разі, якщо капітал такої особи не поділений на частки (наприклад, приватних, дочірніх, та інших унітарних підприємств).

## Нормативні визначення
Нормативні визначення корпоративних прав міститься у Господарському кодексі України, Податковому кодексі України, Законі «Про акціонерні товариства».
Закон «Про акціонерні товариства» визначає корпоративні права як сукупність майнових і немайнових прав акціонера — власника акцій товариства, які випливають з права власності на акції, що включають право на участь в управлінні акціонерним товариством, отримання дивідендів та активів акціонерного товариства у разі його ліквідації відповідно до закону, а також інші права та правомочності, передбачені законом чи статутними документами
Господарський кодекс визначає корпоративні права як права особи, частка якої визначається у статутному фонді (майні) господарської організації, що включають правомочності на участь цієї особи в управлінні господарською організацією, отримання певної частки прибутку (дивідендів) даної організації та активів у разі ліквідації останньої відповідно до закону, а також інші правомочності, передбачені законом та статутними документами.
Податкове законодавство визначає корпоративні права подібно — це право особи, частка якої визначається у статутному фонді (майні) господарської організації (юридичної особи) або його частку (пай), що включають правомочності на участь цієї особи в управлінні господарською організацією, отримання певної частки прибутку (дивідендів) даної організації та активів у разі ліквідації останньої відповідно до закону, а також інші правомочності, передбачені законом та статутними документами.

## Академічні визначення
Автори, які професійно займаються розробкою термінологічного апарату корпоративного права в Україні, пропонують такі визначення корпоративних прав: Корпоративні права — це сукупність прав учасника юридичної особи, зміст яких визначається її організаційно-правовою формою та установчими документами. Це визначення оперує іншим терміном, який також потребує визначення, — «учасник юридичної особи». Автор, який запропонував це визначення, визнає однак, що визначення терміна «учасник юридичної особи» (тобто суб'єкта корпоративних відносин) в українському законодавсті немає. Натомість, українське законодавство оперує термінами «засновник», «учасник», «член», «вкладник», «власник майна», «власник підприємства». До цього переліку слід додати і іншого важливого суб'єкта корпоративних відносин — акціонера.